# Ecco Jr.
Ecco Jr. ist ein Action-Adventure-Videospiel, das von Novotrade International (heute Appaloosa Interactive) entwickelt und von Sega 1995 für den Sega Mega Drive veröffentlicht wurde. Es ist der Nachfolger von Ecco: The Tides of Time und der dritte Teil der Ecco-the-Dolphin-Serie.

## Spielprinzip
In diesem Spiel steuert man eine jüngere Version von Ecco. Man erledigt im Spiel Aufgaben wie das Hüten von Seepferdchen, das Schwimmen durch Ringe und das Auffinden verlorener Bälle für Seelöwen. Das Gameplay ähnelt den anderen „Ecco the Dolphin“-Spielen, dreht sich jedoch hauptsächlich darum, diese Fähigkeiten zum Lösen einfacher Rätsel und Probleme zu nutzen. Ein wesentlicher Unterschied besteht darin, dass der Spielercharakter nicht ertrinken kann, wenn er zu lange unter Wasser bleibt. Ebenso gibt es keine Feinde, die den Spielercharakter angreifen könnten. Zwei weitere spielbare Charaktere wurden im Spiel eingefügt. Die wären Tara, das Orca-Baby und Kitnee, der grauer ist als Ecco. Der Spieler kann jederzeit den Charakter wechseln.
Ecco Jr. verfügt über ein Passwortsystem. Alle Passwörter sind jedoch in der Bedienungsanleitung enthalten.

## Veröffentlichung
Ein Nachfolger dieses Titels mit dem Titel „Ecco Jr. and the Great Ocean Treasure Hunt!“ war auch auf dem Sega Pico erhältlich.
Ecco Jr. wurde 1995 auf dem Sega Mega Drive. In Japan wurde das Spiel am 16. August 1995 nur auf dem Sega Channel veröffentlicht. In Europa erschien das Spiel das erste Mal am 2. Februar 2007 in der Sega Mega Drive Collection für PlayStation 2 und PSP. Ecco Jr. wurde am 6. November 2007 in Japan, am 26. November 2007 in Nordamerika und am 8. August 2008 auch auf der Virtual Console der Wii veröffentlicht. Auf Steam kam das Spiel wurde am 13. September 2010.

## Rezeption
Bei der Veröffentlichung gab GamePro dem Spiel eine gute Kritik und sagte, dass das Spiel visuell atemberaubend sei und im Gegensatz zu früheren Spielen der Serie auch für jüngere Spieler zugänglich sei. Ein Kritiker von Next Generation gab dem Spiel zwei von fünf Sternen und sagte, dass das Spiel eine schöne Grafik und ein einfaches Gameplay hat und das es auch für die jüngsten Spieler leicht zu spielen sei, aber dennoch sei das Spiel schlechter als seine beiden Vorgängern.